# Vaivara (stacja kolejowa)
Vaivara – stacja kolejowa w miejscowości Vaivara, w prowincji Virumaa Wschodnia, w Estonii. Położona jest na linii Tallinn – Narwa. 
Na południe od stacji odchodzą bocznice do pobliskich kopalni łupków bitumicznych i zakładów je przerabiających (m.in. Elektrowni Estońskiej), natomiast na północ linia do portu morskiego Sillamäe.

## Historia
Stacja powstała w czasach carskich na Kolei Bałtyckiej. Wówczas i obecnie w języku rosyjskim nosi nazwę Wajwara (ros. Вайвара).

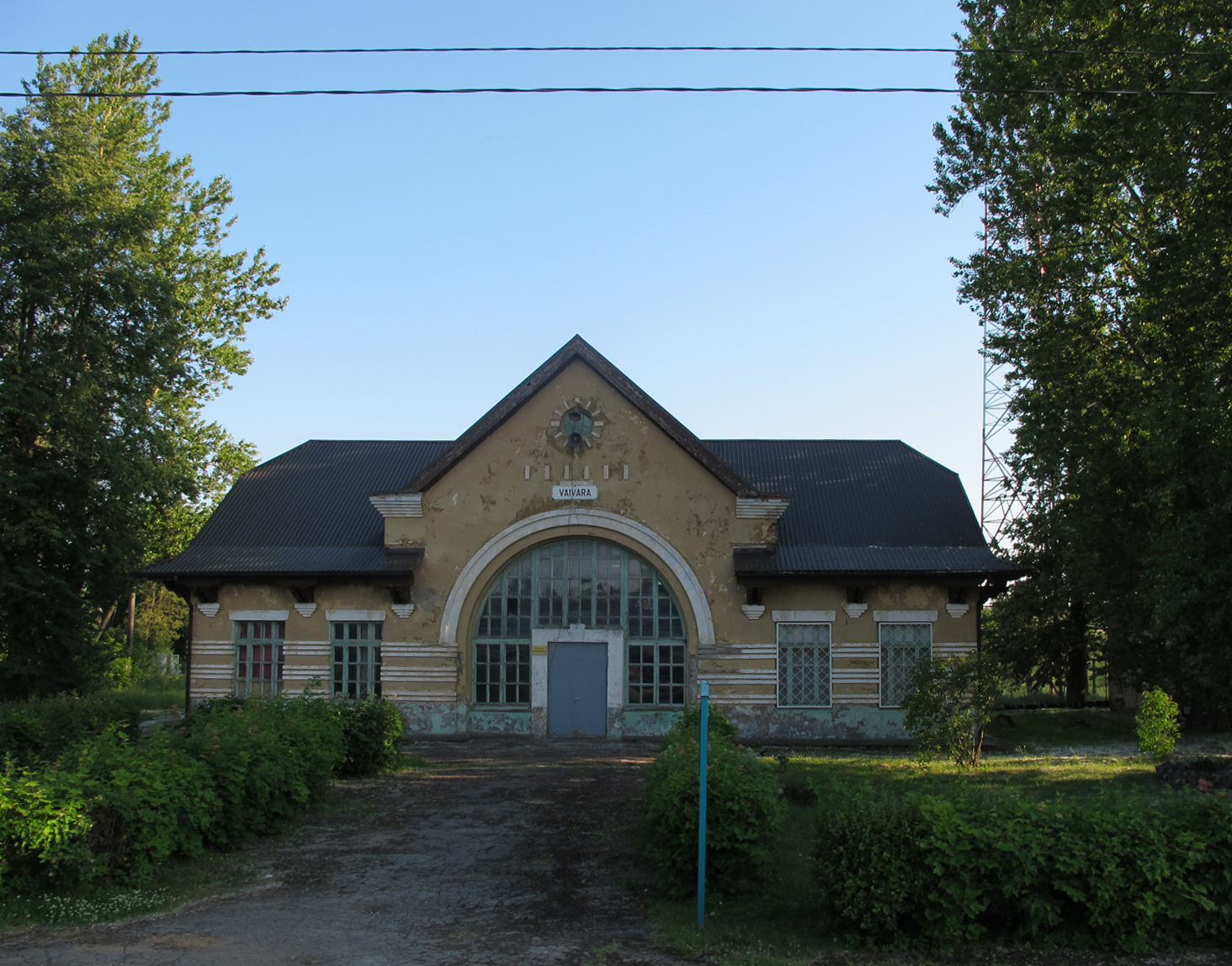
budynek stacyjny
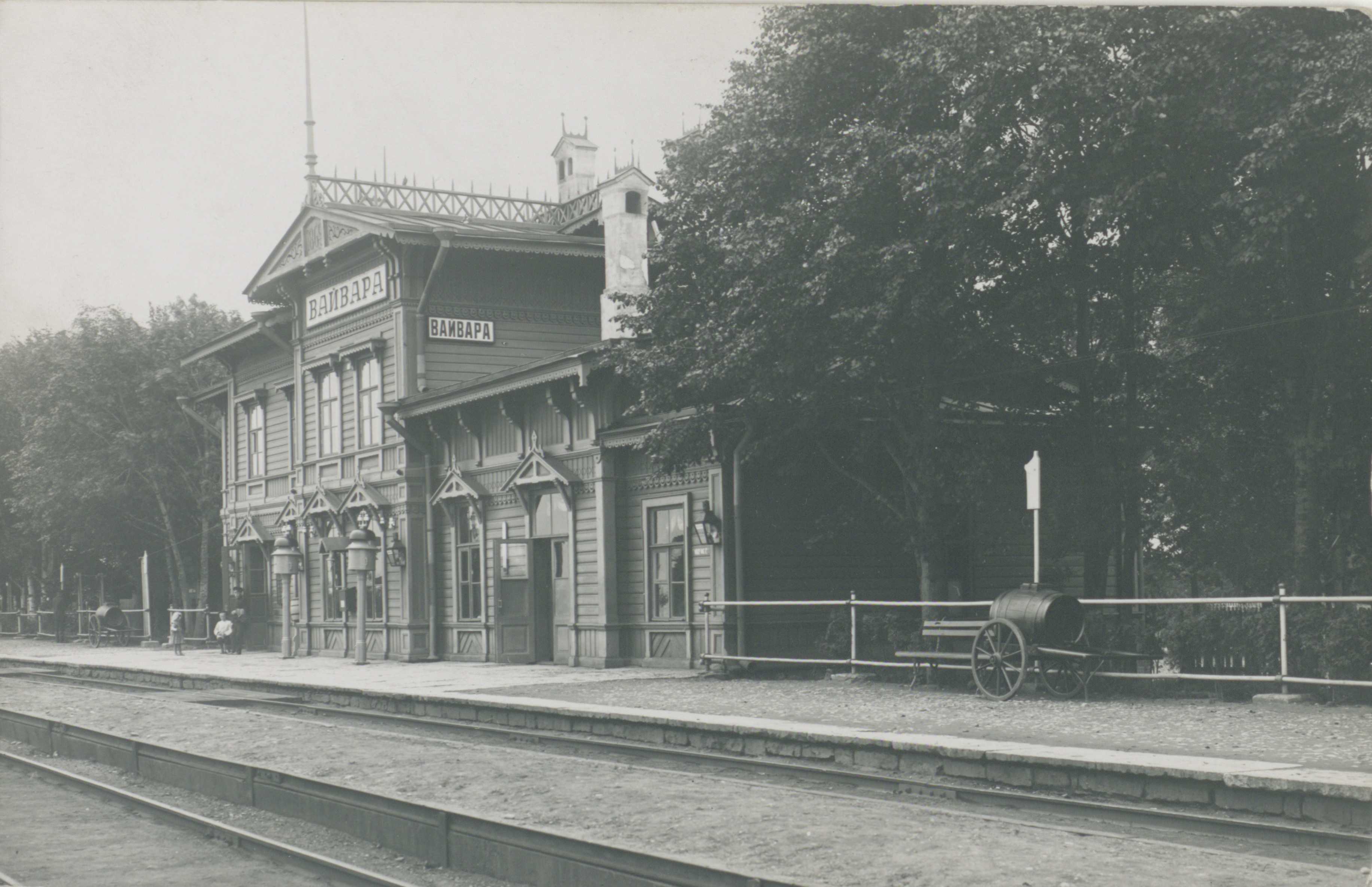
stacja w 1910